# Cittaducale
Cittaducale est une commune italienne d'environ 6 700 habitants, située dans la province de Rieti, dans la région Latium, en Italie centrale.

## Administration
| Période                                  | Période | Identité | Étiquette | Qualité |
| ---------------------------------------- | ------- | -------- | --------- | ------- |
|                                          |         |          |           |         |
| Les données manquantes sont à compléter. |         |          |           |         |

### Hameaux
Santa Rufina, Grotti, Calcariola, Pendenza, Cesoni, Micciani.

### Communes limitrophes
Borgo Velino, Castel Sant'Angelo, Longone Sabino, Micigliano, Petrella Salto, Rieti.